# Марклисберг (Пенсилванија)
Марклисберг (енгл. Markleysburg) град је у америчкој савезној држави Пенсилванија.

## Демографија
По попису из 2010. године број становника је 284, што је 2 (0,7%) становника више него 2000. године.
| Група             | 2000.       | 2010.       |
| Белци             | 277 (98,2%) | 275 (96,8%) |
| Афроамериканци    | 5 (1,8%)    | 7 (2,5%)    |
| Азијати           | 0 (0,0%)    | 0 (0,0%)    |
| Хиспаноамериканци | 0 (0,0%)    | 1 (0,4%)    |
| Укупно            | 282         | 284         |